# Sept sonnets de Michel-Ange

Sept sonnets de Michel-Ange (Seven Sonnets of Michelangelo en anglais), op. 22, pour ténor et piano, est une œuvre musicale de Benjamin Britten dédiée « à Peter » (son compagnon et premier interprète vocal Peter Pears).

## Description
L'œuvre met en musique sept sonnets rédigés plusieurs siècles auparavant par l'artiste Michel-Ange dans sa langue italienne, à savoir :
1. le / il sonetto XVI (16) : "Sì come nella penna e nell'inchiostro" ;
2. il sonetto XXXI (31) : "A che più debb'io mai l'intensa voglia" ;
3. le son(n)et(to) XXX (30) : "Veggio co' bei vostri occhi un dolce lume" ;
4. le LV (55) : "Tu sa' ch'io so, signior mie, che tu sai" ;
5. les XXXVIII (38) : "Rendete a gli occhi miei, o fonte o fiume" ;
6. XXXII (32) : "S'un casto amor, s'una pietà superna" ;
7. et XXIV (24) : "Spirto ben nato, in cui si specchia e vede".

## Histoire
Cette œuvre est composée pendant le séjour américain de Britten et Pears, enregistrée dès 1941 (NMC, éditée en 1995) mais officiellement créée le 23 septembre 1942 au Wigmore Hall à Londres avec Pears comme chanteur ténor et Britten lui-même au piano. 
Elle est diffusée par le BBC Home Service le 20 juillet 1943 puis (ré-enregistrée ?) par Decca en 1954 et par Melodiya en 1966, toujours avec les mêmes interprètes.
Bien que la première création publique ait été retardée au retour en Angleterre de Britten et de Pears, elle avait donc été l'objet de différentes exécutions privées préalables, y compris aux États-Unis (notamment celle de 1941 ci-avant, publiée des années plus tard).